# 眼科学国家重点实验室
眼科学国家重点实验室，是位于中华人民共和国广东省广州市的一个国家重点实验室，由中山大学进行建设，位于中山大学中山眼科中心。该实验室2006年经中华人民共和国科学技术部批准建设。该实验室是目前中华人民共和国眼科领域唯一的国家重点实验室。